# 누에바그라나다 공화국
신그라나다 공화국(스페인어: República de la Nueva Granada 레푸블리카 데 라 누에바 그라나다[*])는 그란콜롬비아가 해체된 이후 설립된 연방 공화국으로, 오늘날의 콜롬비아 공화국의 전신이다. 이 곳의 영토는 콜롬비아를 기반으로 하였으며, 여기에 현 에콰도르, 베네수엘라의 일부 지역과, 파나마, 코스타리카, 니카라과의 모든 부분을 차지한 거대한 연방이었다.

## 역사
1831년 그란콜롬비아가 붕괴되자, 많은 사람들은 토론을 통하여 ‘과거의 이름 그대로’를 목적으로 하는 누에바그라나다 공화국을 세우게 되었다. 에콰도르와 베네수엘라를 빼는 대신 니카라과를 포함시킨다. 이 연방은 1858년까지 존속되었으며, 1858년 그라나다 연합이 설립되었다.

## 대통령
누에바그라나다 공화국의 역대 대통령은 다음과 같다.
1.호세 마리아 오반도
2.프란시스코 데 파울라 산탄데르
3.호세 이그나시오 데 마르퀴스
4.페드로 알칸타라 헤란
5.도밍고 카이세도
6.후안 데 디오스 아란 자주
7.토마노 치프리아노 데 모스케라
8.호세 힐라리오 로페스
9.호세 마리아 오반도
10.호세 마리아 멜로
11.토마노 헤레라
12.호세 데 오발디아
13.마누엘 마리아 말랴리노
14.마리아노 오스티나 로드리게스

## 국기
누에바그라나다 공화국의 역대 국기는 다음과 같다.

1831년부터 1834년까지 사용한 국기

1834년부터 1861년까지 사용한 국기

시민기

신연방 설립 당시 국기

## 같이 보기
- 그란콜롬비아